# Amanda Gentil
Amanda Kelly Gentil Guimarães Rosa (Caxias, 25 de dezembro de 1998) é engenheira e política brasileira filiada ao PP, eleita Deputada Federal pelo Maranhão.

## Biografia
Amanda começou a sua carreira política sendo secretária de Governo de Caxias-MA, abandonando sua posição para ser candidata à deputada federal nas eleições de 2022, no qual foi eleita com uma votação de 108.699 votos.
Amanda filha do prefeito de Caxias: Fábio Gentil (PP).